# Lissone
Lissone – miejscowość i gmina we Włoszech, w regionie Lombardia, w prowincji Monza i Brianza.
Według danych na rok 2004 gminę zamieszkiwało 34 450 osób, 3827,8 os./km².